# 포틀랜드 팀버스 (1975년)
포틀랜드 팀버스(Portland Timbers)는 과거 북미 축구 리그에 소속된 미국의 프로축구단으로 오리건주 포틀랜드를 연고지로 하였다. 2011년 메이저 리그 사커에 참가하는 포틀랜드 팀버스의 전신으로 당시 대한민국조영증 선수가 활약하였다.

## 같이 보기
- 포틀랜드 팀버스